# Bucking Broncho
Bucking Broncho er en amerikansk stumfilm fra 1894 af William Kennedy Dickson.